# Planten un Blomen
Planten un Blomen je 47 hektara veliki park u srcu Hamburga. Ime parka na donjonjemačkom jeziku znači u prijevodu Biljke i cvijeće.  6. studenog 1821. osnivač i prvi ravnatelj Botaničkoga vrta prof. dr. Johann Georg Christian Lehmann zasadio prvo stablo parka, koje se i danas može vidjeti na željezničkoj postaji Dammtor. 
Park se nalazi u blizini nekoliko zanimljivih mjesta hamburškog centra grada, do koje se može doći pješke: 
- Željeznička postaja Dammtor i Stephansplatz
- Tvrtku Hamburg Messe und Congress (Hamburški sajam) s televizijskim tornjom Heinrich-Hertz-Toranj
- Muzej hamburške povijest, od 2006.: „Hamburgmuseum“
- Mjesto zabave Reeperbahn s Heiligengeistfeldu
- Sjeverozapadni dio Binnenalstera i Lombard mosta

Ljeti se u parku održavaju kazališne predstave, vodeni koncerti i glazbeni koncerti. Ulaz u park je besplatan. Zbog svojih lijepih dječjih igrališta, kao i dobro uređenih površina, park predstavlja omiljeno mjesto za izlet.  

## Postanak
1863. Ernst Merck osniva Zoološki vrt Hamburg. Prvi direktor zoološkog vrta je bio Alfred Edmumd Brehm ( 1862. – 1867.) 
1930. je na području zoološkog vrta sagrađen Park za narod, ptice i zabavu.
Agronom Karl Plomin rekonstruirao je park 1934./35. godine radi donjonjemačke izložbe vrta, kojom je želio predstaviti biljke iz cijele Njemačke, pa od tada nosi službeno ime Planten un Blomen.
1953., 1963. i 1973. se u parku održavala međunarodna izložba vrta i s time se park obogatio s međunarodnim biljkama.  
1986. se u park umetnuo stari botanički vrt i nasipi. Pored toga, park je pretvoren u javni park što je značilo da se više ne mora plaćati ulaz. U međuvremenu botanički vrt nije više bio dovoljno velik i preselio se u hamburški kvart Klein Flottbek. 

## Umjetnost u parku
U parku, a i okolici, može se pronači dosta umjetničkih dijela kao što je pantera od Hansa Martina Ruwoldta.

## Tematsko težište parka
- Tropski staklenik

Planten un Blomen posjeduje u centru parka tropski staklenik i staklenike starog botaničkog vrta.
Staklenici su sagrađeni 1962./63. u sklopu međunarodne izložbe vrta 1963. godine. Površina staklenika je 2800 m² i maksimalna visina je 13 m. Zanimljivo je što na tim staklenicima nema nosećih elemenata. 
Postoje pet različita područja, koja su podijeljena po različitim skupinama biljaka i životnog prostora.
Danas su staklenici kao i mediteranske terase zaštićeni spomenici. 
- Japanski vrt s kućom čaja

Japanski vrt je sagrađen 1988. i najveći je svoje vrste u Europi. Vrt je izgrađen u obliku klasičnih japanskih vrtova. 
U sredini japanskog vrta nalazi se jezero s kućom čaja na obali, gdje se može sudjelovati na klasičnim ceremonijama ispijanja čaja, učenju japanske kaligrafije, informacije o japanskim mirisnim ceremonijama i učenju udaranja po Taiko bubnjevima.
- Vrt ruža

Na površini od 5.000 m² se 1993. sagradio vrt ruža s 300 različitih vrsta ruža. U sredini vrta ruža nalazi se jedan paviljon, gdje se tokom ljeta mogu dobiti sve informacije o ružama. 
- Muzički paviljon

Redovno se održavaju besplatni koncerti.
- Stari botanički vrt
- Vrt ljekara
- Šareni, vodeni koncert
- Dječja igrališta
- Jahanje ponija za djecu
- Lončarska radnja
- Mini golf
- Klizalište i staza za role
- Muzej za povijest Hamburga

## Hamburški sajam i Congress Center Hamburg
Hamburški sajam i Congress Center Hamburg (CCH)  graniče s parkom. Pokriven put vodi kroz park i spaja sajam i Congress Center Hamburg .

## Galerija
- Spomenploča za Johan van Valckenburgh
- Spomenik za cara Wilhelm I.
- Ostatci stare jarke još postoje i integrirani su u park.
- Sunčani sat
- Panter u Planten un Blomenu
- Tropski staklenik
- Mediteranske terase u (starom) botaničkom vrtu
- Japanski vrt
- Vrt ruža (2005.)
- Noćni vodeni koncert
- Veliko dječje igralište
- Klizalište

## Vanjske poveznice
- Službena stranica Planten un Blomena
- Klizališta  Arhivirana inačica izvorne stranice od 23. siječnja 2008. (Wayback Machine)
- Društvo prijatelja botaničkog vrta
- Colonnaden.info   Slike  Arhivirana inačica izvorne stranice od 9. svibnja 2008. (Wayback Machine)